# St Erme
St Erme – wieś w Anglii, w Kornwalii. Leży 42 km na północny wschód od miasta Penzance i 369 km na zachód od Londynu. Miejscowość liczy 1215 mieszkańców.